# Danh sách chuyển nhượng bóng đá Anh đông 2014–15
Thị trường chuyển nhượng bóng đá Anh đông 2014–15 mở cửa ngày 3 tháng 1 và kết thúc ngày 2 tháng 2. Thêm vào đó, các cầu thủ tự do có thế ký hợp đồng vào bất cứ lúc nào, các câu lạc bộ dưới Premier League có thể mượn cầu thủ bất cứ lúc nào, và câu lạc bộ có thể mua thủ môn trong trường hợp khẩn cấp. Danh sách này bao gồm chuyển nhượng của ít nhất một câu lạc bộ ở Premier League hay Football League Championship hoàn tất sau sự kết thúc của thị trường chuyển nhượng hè 2014 và trước khi kết thúc thị trường đông 2014–15.

## Chuyển nhượng
Tất cả các cầu thủ và câu lạc bộ không có lá cờ đều là của Anh. Ghi chú rằng trong khi Cardiff City và Swansea City liên kết với Hiệp hội bóng đá Wales nên có lá cờ Wales, nhưng họ thi đấu ở Hệ thống các giải bóng đá ở Anh, và vì vậy chuyển nhượng của họ cũng nằm ở đây.
| Thời gian            | Cầu thủ                | Nơi đi                       | Nơi đến                 | Giá           |
| -------------------- | ---------------------- | ---------------------------- | ----------------------- | ------------- |
| 2 tháng 9 năm 2014   | Ángel                  | Tự do                        | Millwall                | Miễn phí      |
| 3 tháng 9 năm 2014   | Andrew Johnson         | Tự do                        | Crystal Palace          | Miễn phí      |
| 9 tháng 9 năm 2014   | George Swan            | Tự do                        | Wolverhampton Wanderers | Miễn phí      |
| 9 tháng 9 năm 2014   | Josh Wright            | Millwall                     | Crawley Town            | Cho mượn      |
| 10 tháng 9 năm 2014  | Owen Garvan            | Crystal Palace               | Bolton Wanderers        | Cho mượn      |
| 11 tháng 9 năm 2014  | Darren Ambrose         | Tự do                        | Ipswich Town            | Miễn phí      |
| 11 tháng 9 năm 2014  | Jerome Binnom-Williams | Crystal Palace               | Southend United         | Cho mượn      |
| 11 tháng 9 năm 2014  | Matthias Fanimo        | West Ham United              | Tranmere Rovers         | Cho mượn      |
| 11 tháng 9 năm 2014  | Georg Margreitter      | Wolverhampton Wanderers      | Chesterfield            | Cho mượn      |
| 11 tháng 9 năm 2014  | Michael Petrasso       | Queens Park Rangers          | Leyton Orient           | Cho mượn      |
| 11 tháng 9 năm 2014  | Joe Pigott             | Charlton Athletic            | Newport County          | Cho mượn      |
| 11 tháng 9 năm 2014  | Mat Sadler             | Rotherham United             | Crawley Town            | Cho mượn      |
| 11 tháng 9 năm 2014  | Brek Shea              | Stoke City                   | Birmingham City         | Cho mượn      |
| 12 tháng 9 năm 2014  | Louis Laing            | Nottingham Forest            | Notts County            | Cho mượn      |
| 12 tháng 9 năm 2014  | Conor Wilkinson        | Bolton Wanderers             | Oldham Athletic         | Cho mượn      |
| 15 tháng 9 năm 2014  | Jake Kean              | Blackburn Rovers             | Yeovil Town             | Cho mượn      |
| 16 tháng 9 năm 2014  | Callum Robinson        | Aston Villa                  | Preston North End       | Cho mượn      |
| 16 tháng 9 năm 2014  | Freddie Woodman        | Newcastle United             | Hartlepool United       | Cho mượn      |
| 17 tháng 9 năm 2014  | Febian Brandy          | Rotherham United             | Crewe Alexandra         | Cho mượn      |
| 18 tháng 9 năm 2014  | Max Clayton            | Crewe Alexandra              | Bolton Wanderers        | £300,000      |
| 18 tháng 9 năm 2014  | Tom Naylor             | Derby County                 | Cambridge United        | Cho mượn      |
| 18 tháng 9 năm 2014  | Hayden White           | Bolton Wanderers             | Carlisle United         | Cho mượn      |
| 19 tháng 9 năm 2014  | Artur Boruc            | Southampton                  | Bournemouth             | Cho mượn      |
| 19 tháng 9 năm 2014  | Rhys Healey            | Cardiff City                 | Colchester United       | Cho mượn      |
| 19 tháng 9 năm 2014  | Paddy Kenny            | Tự do                        | Bolton Wanderers        | Miễn phí      |
| 19 tháng 9 năm 2014  | Sean Maguire           | West Ham United              | Accrington Stanley      | Cho mượn      |
| 19 tháng 9 năm 2014  | John O'Sullivan        | Blackburn Rovers             | Accrington Stanley      | Cho mượn      |
| 23 tháng 9 năm 2014  | Chris Herd             | Aston Villa                  | Bolton Wanderers        | Cho mượn      |
| 23 tháng 9 năm 2014  | Ravel Morrison         | West Ham United              | Cardiff City            | Cho mượn      |
| 24 tháng 9 năm 2014  | Michael Drennan        | Aston Villa                  | Portsmouth              | Cho mượn      |
| 24 tháng 9 năm 2014  | Alan Tate              | Swansea City                 | Crewe Alexandra         | Cho mượn      |
| 26 tháng 9 năm 2014  | David Atkinson         | Middlesbrough                | Hartlepool United       | Cho mượn      |
| 26 tháng 9 năm 2014  | Amari'i Bell           | Birmingham City              | Swindon Town            | Cho mượn      |
| 27 tháng 9 năm 2014  | Grant Holt             | Wigan Athletic               | Huddersfield Town       | Cho mượn      |
| 28 tháng 9 năm 2014  | Andre Blackman         | Tự do                        | Blackpool               | Miễn phí      |
| 28 tháng 9 năm 2014  | Reiss Greenidge        | West Bromwich Albion         | Port Vale               | Cho mượn      |
| 28 tháng 9 năm 2014  | Stephen McLaughlin     | Nottingham Forest            | Notts County            | Cho mượn      |
| 28 tháng 9 năm 2014  | Formose Mendy          | Tự do                        | Blackpool               | Miễn phí      |
| 28 tháng 9 năm 2014  | Jonny Williams         | Crystal Palace               | Ipswich Town            | Cho mượn      |
| 28 tháng 9 năm 2014  | Stéphane Zubar         | Bournemouth                  | Port Vale               | Cho mượn      |
| 30 tháng 9 năm 2014  | Yannick Sagbo          | Hull City                    | Wolverhampton Wanderers | Cho mượn      |
| 2 tháng 10 năm 2014  | Jordi Hiwula           | Manchester City              | Yeovil Town             | Cho mượn      |
| 2 tháng 10 năm 2014  | Liam McAlinden         | Wolverhampton Wanderers      | Fleetwood Town          | Cho mượn      |
| 2 tháng 10 năm 2014  | Ryan Williams          | Wolverhampton Wanderers      | Barnsley                | Cho mượn      |
| 3 tháng 10 năm 2014  | Kieron Freeman         | Derby County                 | Mansfield Town          | Cho mượn      |
| 3 tháng 10 năm 2014  | Paddy McCarthy         | Crystal Palace               | Sheffield United        | Cho mượn      |
| 3 tháng 10 năm 2014  | Peter Ramage           | Crystal Palace               | Barnsley                | Cho mượn      |
| 6 tháng 10 năm 2014  | Elliott Hewitt         | Ipswich Town                 | Colchester United       | Cho mượn      |
| 7 tháng 10 năm 2014  | Jack Price             | Wolverhampton Wanderers      | Leyton Orient           | Cho mượn      |
| 8 tháng 10 năm 2014  | Sébastien Bassong      | Norwich City                 | Watford                 | Cho mượn      |
| 9 tháng 10 năm 2014  | Eusébio Bancessi       | Wolverhampton Wanderers      | Cheltenham Town         | Cho mượn      |
| 9 tháng 10 năm 2014  | Bobby Grant            | Blackpool                    | Shrewsbury Town         | Cho mượn      |
| 9 tháng 10 năm 2014  | Michael Harriman       | Queens Park Rangers          | Luton Town              | Cho mượn      |
| 9 tháng 10 năm 2014  | Remie Streete          | Newcastle United             | Port Vale               | Cho mượn      |
| 10 tháng 10 năm 2014 | Jamie Sendles-White    | Queens Park Rangers          | Mansfield Town          | Cho mượn      |
| 10 tháng 10 năm 2014 | Enda Stevens           | Aston Villa                  | Northampton Town        | Cho mượn      |
| 14 tháng 10 năm 2014 | Michael Petrasso       | Queens Park Rangers          | Notts County            | Cho mượn      |
| 16 tháng 10 năm 2014 | Tareiq Holmes-Dennis   | Charlton Athletic            | Oxford United           | Cho mượn      |
| 16 tháng 10 năm 2014 | Ryan Inniss            | Crystal Palace               | Yeovil Town             | Cho mượn      |
| 16 tháng 10 năm 2014 | Jack Jebb              | Arsenal                      | Stevenage               | Cho mượn      |
| 16 tháng 10 năm 2014 | Miloš Veljković        | Tottenham Hotspur            | Middlesbrough           | Cho mượn      |
| 17 tháng 10 năm 2014 | Tom Barkhuizen         | Blackpool                    | Morecambe               | Cho mượn      |
| 17 tháng 10 năm 2014 | Andy Halliday          | Middlesbrough                | Bradford City           | Cho mượn      |
| 17 tháng 10 năm 2014 | Georg Iliev            | Bolton Wanderers             | Carlisle United         | Cho mượn      |
| 17 tháng 10 năm 2014 | Jesse Joronen          | Fulham                       | Accrington Stanley      | Cho mượn      |
| 17 tháng 10 năm 2014 | Andy Kellett           | Bolton Wanderers             | Plymouth Argyle         | Cho mượn      |
| 17 tháng 10 năm 2014 | Jon Stead              | Huddersfield Town            | Bradford City           | Cho mượn      |
| 18 tháng 10 năm 2014 | Charlie Adams          | Brentford                    | Stevenage               | Cho mượn      |
| 18 tháng 10 năm 2014 | Josh Clarke            | Brentford                    | Stevenage               | Cho mượn      |
| 18 tháng 10 năm 2014 | Jack Grimmer           | Fulham                       | Shrewsbury Town         | Cho mượn      |
| 18 tháng 10 năm 2014 | Connor Hunt            | Everton                      | Blackpool               | Cho mượn      |
| 20 tháng 10 năm 2014 | Jack Butland           | Stoke City                   | Derby County            | Cho mượn      |
| 20 tháng 10 năm 2014 | Harry Panayiotou       | Leicester City               | Port Vale               | Cho mượn      |
| 20 tháng 10 năm 2014 | Andy Wilkinson         | Stoke City                   | Millwall                | Cho mượn      |
| 21 tháng 10 năm 2014 | Daniel Carr            | Huddersfield Town            | Mansfield Town          | Cho mượn      |
| 21 tháng 10 năm 2014 | Matt Crooks            | Huddersfield Town            | Hartlepool United       | Cho mượn      |
| 21 tháng 10 năm 2014 | Maynor Figueroa        | Hull City                    | Wigan Athletic          | Cho mượn      |
| 21 tháng 10 năm 2014 | Danny Johnson          | Cardiff City                 | Tranmere Rovers         | Cho mượn      |
| 21 tháng 10 năm 2014 | Darragh Lenihan        | Blackburn Rovers             | Burton Albion           | Cho mượn      |
| 23 tháng 10 năm 2014 | Oscar Gobern           | Huddersfield Town            | Chesterfield            | Cho mượn      |
| 23 tháng 10 năm 2014 | Anthony Réveillère     | Tự do                        | Sunderland              | Miễn phí      |
| 23 tháng 10 năm 2014 | Luke Williams          | Middlesbrough                | Scunthorpe United       | Cho mượn      |
| 24 tháng 10 năm 2014 | Alex Cisak             | Burnley                      | York City               | Cho mượn      |
| 24 tháng 10 năm 2014 | Courtney Duffus        | Everton                      | Bury                    | Cho mượn      |
| 24 tháng 10 năm 2014 | Michael Doughty        | Queens Park Rangers          | Gillingham              | Cho mượn      |
| 24 tháng 10 năm 2014 | Odion Ighalo           | Udinese                      | Watford                 | Không tiết lộ |
| 25 tháng 10 năm 2014 | Gary Taylor-Fletcher   | Leicester City               | Sheffield Wednesday     | Cho mượn      |
| 27 tháng 10 năm 2014 | Sam Johnstone          | Manchester United            | Doncaster Rovers        | Cho mượn      |
| 30 tháng 10 năm 2014 | Tom Anderson           | Burnley                      | Carlisle United         | Cho mượn      |
| 30 tháng 10 năm 2014 | Tom Ince               | Hull City                    | Nottingham Forest       | Cho mượn      |
| 30 tháng 10 năm 2014 | Gary Madine            | Sheffield Wednesday          | Coventry City           | Cho mượn      |
| 30 tháng 10 năm 2014 | Frankie Sutherland     | Queens Park Rangers          | AFC Wimbledon           | Cho mượn      |
| 31 tháng 10 năm 2014 | Ali Al-Habsi           | Wigan Athletic               | Brighton & Hove Albion  | Cho mượn      |
| 31 tháng 10 năm 2014 | Stephen Arthurworrey   | Fulham                       | Yeovil Town             | Cho mượn      |
| 31 tháng 10 năm 2014 | Elliot Lee             | West Ham United              | Southend United         | Cho mượn      |
| 31 tháng 10 năm 2014 | Michael Morrison       | Charlton Athletic            | Birmingham City         | Cho mượn      |
| 31 tháng 10 năm 2014 | Oguchi Onyewu          | Tự do                        | Charlton Athletic       | Miễn phí      |
| 31 tháng 10 năm 2014 | Jed Steer              | Aston Villa                  | Yeovil Town             | Cho mượn      |
| 1 tháng 11 năm 2014  | Elliott Bennett        | Norwich City                 | Brighton & Hove Albion  | Cho mượn      |
| 1 tháng 11 năm 2014  | Marcello Trotta        | Fulham                       | Barnsley                | Cho mượn      |
| 3 tháng 11 năm 2014  | Francis Coquelin       | Arsenal                      | Charlton Athletic       | Cho mượn      |
| 3 tháng 11 năm 2014  | Tomasz Kuszczak        | Tự do                        | Wolverhampton Wanderers | Miễn phí      |
| 3 tháng 11 năm 2014  | Jacob Murphy           | Norwich City                 | Blackpool               | Cho mượn      |
| 4 tháng 11 năm 2014  | Greg Halford           | Nottingham Forest            | Brighton & Hove Albion  | Cho mượn      |
| 4 tháng 11 năm 2014  | Jonathan Legear        | Tự do                        | Blackpool               | Miễn phí      |
| 4 tháng 11 năm 2014  | Kemar Roofe            | West Bromwich Albion         | Colchester United       | Cho mượn      |
| 5 tháng 11 năm 2014  | Jamie O'Hara           | Tự do                        | Blackpool               | Miễn phí      |
| 6 tháng 11 năm 2014  | Enda Stevens           | Aston Villa                  | Doncaster Rovers        | Cho mượn      |
| 7 tháng 11 năm 2014  | Brian Lenihan          | Hull City                    | Blackpool               | Cho mượn      |
| 7 tháng 11 năm 2014  | Joe Lumley             | Queens Park Rangers          | Morecambe               | Cho mượn      |
| 7 tháng 11 năm 2014  | Diego Poyet            | West Ham United              | Huddersfield Town       | Cho mượn      |
| 7 tháng 11 năm 2014  | Jack Rose              | West Bromwich Albion         | Accrington Stanley      | Cho mượn      |
| 7 tháng 11 năm 2014  | Hayden White           | Bolton Wanderers             | Bury                    | Cho mượn      |
| 7 tháng 11 năm 2014  | Stéphane Zubar         | Bournemouth                  | York City               | Cho mượn      |
| 10 tháng 11 năm 2014 | Daniel Johnson         | Aston Villa                  | Oldham Athletic         | Cho mượn      |
| 10 tháng 11 năm 2014 | Scott Loach            | Rotherham United             | Bury                    | Cho mượn      |
| 11 tháng 11 năm 2014 | Hallam Hope            | Everton                      | Bury                    | Cho mượn      |
| 12 tháng 11 năm 2014 | Jamie Harney           | West Ham United              | Colchester United       | Cho mượn      |
| 13 tháng 11 năm 2014 | Elliott Hewitt         | Ipswich Town                 | Colchester United       | Cho mượn      |
| 13 tháng 11 năm 2014 | Paddy McCarthy         | Crystal Palace               | Sheffield United        | Cho mượn      |
| 13 tháng 11 năm 2014 | Liam O'Neil            | West Bromwich Albion         | Scunthorpe United       | Cho mượn      |
| 14 tháng 11 năm 2014 | Adam Chicksen          | Brighton & Hove Albion       | Gillingham              | Cho mượn      |
| 14 tháng 11 năm 2014 | Danny Graham           | Sunderland                   | Wolverhampton Wanderers | Cho mượn      |
| 14 tháng 11 năm 2014 | Brad Halliday          | Middlesbrough                | York City               | Cho mượn      |
| 14 tháng 11 năm 2014 | Martin Paterson        | Huddersfield Town            | Fleetwood Town          | Cho mượn      |
| 15 tháng 11 năm 2014 | Todd Kane              | Chelsea                      | Bristol City            | Cho mượn      |
| 15 tháng 11 năm 2014 | Ayo Obileye            | Charlton Athletic            | Dagenham & Redbridge    | Cho mượn      |
| 17 tháng 11 năm 2014 | Lewis Price            | Crystal Palace               | Crawley Town            | Cho mượn      |
| 18 tháng 11 năm 2014 | Chris Eagles           | Tự do                        | Blackpool               | Miễn phí      |
| 18 tháng 11 năm 2014 | George Moncur          | West Ham United              | Colchester United       | Không tiết lộ |
| 19 tháng 11 năm 2014 | Lewis McGugan          | Watford                      | Sheffield Wednesday     | Cho mượn      |
| 20 tháng 11 năm 2014 | Will Aimson            | Hull City                    | Tranmere Rovers         | Cho mượn      |
| 20 tháng 11 năm 2014 | Jermaine Beckford      | Bolton Wanderers             | Preston North End       | Cho mượn      |
| 20 tháng 11 năm 2014 | Matt Crooks            | Huddersfield Town            | Accrington Stanley      | Cho mượn      |
| 20 tháng 11 năm 2014 | Calaum Jahraldo-Martin | Hull City                    | Tranmere Rovers         | Cho mượn      |
| 20 tháng 11 năm 2014 | Cole Kpekawa           | Queens Park Rangers          | Colchester United       | Cho mượn      |
| 20 tháng 11 năm 2014 | Guy Moussi             | Tự do                        | Birmingham City         | Miễn phí      |
| 21 tháng 11 năm 2014 | Adam Campbell          | Newcastle United             | Hartlepool United       | Cho mượn      |
| 21 tháng 11 năm 2014 | Shamir Fenelon         | Brighton & Hove Albion       | Tranmere Rovers         | Cho mượn      |
| 21 tháng 11 năm 2014 | Bryn Morris            | Middlesbrough                | Burton Albion           | Cho mượn      |
| 21 tháng 11 năm 2014 | Nyron Nosworthy        | Tự do                        | Blackpool               | Miễn phí      |
| 22 tháng 11 năm 2014 | Emmanuel Ledesma       | Middlesbrough                | Rotherham United        | Cho mượn      |
| 22 tháng 11 năm 2014 | Tom Kennedy            | Rochdale                     | Blackpool               | Cho mượn      |
| 22 tháng 11 năm 2014 | François Zoko          | Blackpool                    | Bradford City           | Cho mượn      |
| 24 tháng 11 năm 2014 | Will Packwood          | Birmingham City              | Colchester United       | Cho mượn      |
| 25 tháng 11 năm 2014 | Richard Brindley       | Rotherham United             | Scunthorpe United       | Cho mượn      |
| 26 tháng 11 năm 2014 | Nicky Ajose            | Leeds United                 | Crewe Alexandra         | Cho mượn      |
| 26 tháng 11 năm 2014 | Darren Bent            | Aston Villa                  | Brighton & Hove Albion  | Cho mượn      |
| 26 tháng 11 năm 2014 | Tomasz Cywka           | Blackpool                    | Rochdale                | Cho mượn      |
| 26 tháng 11 năm 2014 | Max Ehmer              | Queens Park Rangers          | Gillingham              | Cho mượn      |
| 26 tháng 11 năm 2014 | Adlène Guedioura       | Crystal Palace               | Watford                 | Cho mượn      |
| 26 tháng 11 năm 2014 | Uche Ikpeazu           | Watford                      | Crewe Alexandra         | Cho mượn      |
| 26 tháng 11 năm 2014 | Reece James            | Manchester United            | Rotherham United        | Cho mượn      |
| 26 tháng 11 năm 2014 | Robert Milsom          | Rotherham United             | Bury                    | Cho mượn      |
| 27 tháng 11 năm 2014 | Wes Atkinson           | West Bromwich Albion         | Cambridge United        | Cho mượn      |
| 27 tháng 11 năm 2014 | Alex Davey             | Chelsea                      | Scunthorpe United       | Cho mượn      |
| 27 tháng 11 năm 2014 | Tom Eaves              | Bolton Wanderers             | Yeovil Town             | Cho mượn      |
| 27 tháng 11 năm 2014 | Neil Etheridge         | Oldham Athletic              | Charlton Athletic       | Cho mượn      |
| 27 tháng 11 năm 2014 | Bradley Fewster        | Middlesbrough                | Preston North End       | Cho mượn      |
| 27 tháng 11 năm 2014 | Seko Fofana            | Manchester City              | Fulham                  | Cho mượn      |
| 27 tháng 11 năm 2014 | Kevin Foley            | Wolverhampton Wanderers      | Blackpool               | Cho mượn      |
| 27 tháng 11 năm 2014 | Jake Goodman           | Millwall                     | AFC Wimbledon           | Cho mượn      |
| 27 tháng 11 năm 2014 | Jordan Graham          | Aston Villa                  | Wolverhampton Wanderers | Cho mượn      |
| 27 tháng 11 năm 2014 | Ryan Hall              | Rotherham United             | Notts County            | Cho mượn      |
| 27 tháng 11 năm 2014 | Noel Hunt              | Leeds United                 | Ipswich Town            | Cho mượn      |
| 27 tháng 11 năm 2014 | Alex Jakubiak          | Watford                      | Dagenham & Redbridge    | Cho mượn      |
| 27 tháng 11 năm 2014 | Sullay Kaikai          | Crystal Palace               | Cambridge United        | Cho mượn      |
| 27 tháng 11 năm 2014 | Paddy Kenny            | Bolton Wanderers             | Oldham Athletic         | Cho mượn      |
| 27 tháng 11 năm 2014 | Tom Lawrence           | Leicester City               | Rotherham United        | Cho mượn      |
| 27 tháng 11 năm 2014 | Harry Lennon           | Charlton Athletic            | Gillingham              | Cho mượn      |
| 27 tháng 11 năm 2014 | Craig Mackail-Smith    | Brighton & Hove Albion       | Peterborough United     | Cho mượn      |
| 27 tháng 11 năm 2014 | Remi Matthews          | Norwich City                 | Burton Albion           | Cho mượn      |
| 27 tháng 11 năm 2014 | Carlton Morris         | Norwich City                 | York City               | Cho mượn      |
| 27 tháng 11 năm 2014 | Chris O'Grady          | Brighton & Hove Albion       | Sheffield United        | Cho mượn      |
| 27 tháng 11 năm 2014 | Stuart O'Keefe         | Crystal Palace               | Blackpool               | Cho mượn      |
| 27 tháng 11 năm 2014 | Fred Onyedinma         | Millwall                     | Wycombe Wanderers       | Cho mượn      |
| 27 tháng 11 năm 2014 | Josh Passley           | Fulham                       | Shrewsbury Town         | Cho mượn      |
| 27 tháng 11 năm 2014 | Matthew Pennington     | Everton                      | Coventry City           | Cho mượn      |
| 27 tháng 11 năm 2014 | Sean St Ledger         | Tự do                        | Ipswich Town            | Miễn phí      |
| 27 tháng 11 năm 2014 | Matt Smith             | Fulham                       | Bristol City            | Cho mượn      |
| 27 tháng 11 năm 2014 | Donovan Wilson         | Bristol Rovers               | Wolverhampton Wanderers | Cho mượn      |
| 27 tháng 11 năm 2014 | Scott Wootton          | Leeds United                 | Rotherham United        | Cho mượn      |
| 27 tháng 11 năm 2014 | Tom Youngs             | Bolton Wanderers             | Oldham Athletic         | Cho mượn      |
| 4 tháng 12 năm 2014  | Darren O'Dea           | Tự do                        | Blackpool               | Miễn phí      |
| 4 tháng 12 năm 2014  | Nikola Žigić           | Tự do                        | Birmingham City         | Miễn phí      |
| 5 tháng 12 năm 2014  | Eiður Guðjohnsen       | Tự do                        | Bolton Wanderers        | Miễn phí      |
| 24 tháng 12 năm 2014 | Emile Heskey           | Tự do                        | Bolton Wanderers        | Miễn phí      |
| 3 tháng 1 năm 2015   | Darren Bent            | Aston Villa                  | Derby County            | Cho mượn      |
| 3 tháng 1 năm 2015   | Paris Cowan-Hall       | Wycombe Wanderers            | Millwall                | Không tiết lộ |
| 3 tháng 1 năm 2015   | Emmanuel Dieseruvwe    | Sheffield Wednesday          | Chesterfield            | Cho mượn      |
| 3 tháng 1 năm 2015   | Jack Dunn              | Liverpool                    | Cheltenham Town         | Cho mượn      |
| 3 tháng 1 năm 2015   | Eljero Elia            | Werder Bremen                | Southampton             | Cho mượn      |
| 3 tháng 1 năm 2015   | Matt Grimes            | Exeter City                  | Swansea City            | £1.75m        |
| 3 tháng 1 năm 2015   | Greg Halford           | Nottingham Forest            | Brighton & Hove Albion  | Cho mượn      |
| 3 tháng 1 năm 2015   | Scott Harrison         | Sunderland                   | Hartlepool United       | Cho mượn      |
| 3 tháng 1 năm 2015   | Doneil Henry           | Apollon Limassol             | West Ham United         | Không tiết lộ |
| 3 tháng 1 năm 2015   | Hallam Hope            | Everton                      | Bury                    | Không tiết lộ |
| 3 tháng 1 năm 2015   | Lloyd Jones            | Liverpool                    | Cheltenham Town         | Cho mượn      |
| 3 tháng 1 năm 2015   | Alex Kiwomya           | Chelsea                      | Barnsley                | Cho mượn      |
| 3 tháng 1 năm 2015   | Greg Luer              | Burgess Hill Town            | Hull City               | Không tiết lộ |
| 3 tháng 1 năm 2015   | Lewis Macleod          | Rangers                      | Brentford               | £1m           |
| 3 tháng 1 năm 2015   | Michael Morrison       | Charlton Athletic            | Birmingham City         | Không tiết lộ |
| 3 tháng 1 năm 2015   | Nélson Oliveira        | Benfica                      | Swansea City            | Cho mượn      |
| 3 tháng 1 năm 2015   | Ryan Shotton           | Stoke City                   | Derby County            | Không tiết lộ |
| 3 tháng 1 năm 2015   | Kevin Stewart          | Liverpool                    | Cheltenham Town         | Cho mượn      |
| 3 tháng 1 năm 2015   | John Swift             | Chelsea                      | Swindon Town            | Cho mượn      |
| 3 tháng 1 năm 2015   | Aaron Tshibola         | Reading                      | Hartlepool United       | Cho mượn      |
| 5 tháng 1 năm 2015   | Neil Etheridge         | Oldham Athletic              | Charlton Athletic       | Miễn phí      |
| 5 tháng 1 năm 2015   | Jordan Graham          | Aston Villa                  | Wolverhampton Wanderers | Không tiết lộ |
| 5 tháng 1 năm 2015   | Dan Harding            | Nottingham Forest            | Millwall                | Cho mượn      |
| 5 tháng 1 năm 2015   | Lukas Podolski         | Arsenal                      | Internazionale          | Cho mượn      |
| 5 tháng 1 năm 2015   | Fernando Torres        | Chelsea                      | Milan                   | Không tiết lộ |
| 6 tháng 1 năm 2015   | Marko Dmitrović        | Újpest                       | Charlton Athletic       | Không tiết lộ |
| 6 tháng 1 năm 2015   | Nick Pope              | Charlton Athletic            | Bury                    | Cho mượn      |
| 6 tháng 1 năm 2015   | Mark Schwarzer         | Chelsea                      | Leicester City          | Miễn phí      |
| 6 tháng 1 năm 2015   | Tony Watt              | Standard Liège               | Charlton Athletic       | Không tiết lộ |
| 6 tháng 1 năm 2015   | Mauro Zárate           | West Ham United              | Queens Park Rangers     | Cho mượn      |
| 7 tháng 1 năm 2015   | Scott Malone           | Millwall                     | Cardiff City            | Không tiết lộ |
| 7 tháng 1 năm 2015   | Oriol Riera            | Wigan Athletic               | Deportivo               | Cho mượn      |
| 7 tháng 1 năm 2015   | Jayden Stockley        | Bournemouth                  | Luton Town              | Cho mượn      |
| 7 tháng 1 năm 2015   | Víctor Valdés          | Tự do                        | Manchester United       | Miễn phí      |
| 7 tháng 1 năm 2015   | Philipp Wollscheid     | Bayer Leverkusen             | Stoke City              | Cho mượn      |
| 8 tháng 1 năm 2015   | Lewis Baker            | Chelsea                      | Sheffield Wednesday     | Cho mượn      |
| 8 tháng 1 năm 2015   | Jack Barmby            | Leicester City               | Rotherham United        | Cho mượn      |
| 8 tháng 1 năm 2015   | Rory Donnelly          | Swansea City                 | Tranmere Rovers         | Cho mượn      |
| 8 tháng 1 năm 2015   | Callum Elder           | Leicester City               | Mansfield Town          | Cho mượn      |
| 8 tháng 1 năm 2015   | Grant Hall             | Tottenham Hotspur            | Blackpool               | Cho mượn      |
| 8 tháng 1 năm 2015   | Tom Hopper             | Leicester City               | Scunthorpe United       | Cho mượn      |
| 8 tháng 1 năm 2015   | Noel Hunt              | Tự do                        | Ipswich Town            | Miễn phí      |
| 8 tháng 1 năm 2015   | Todd Kane              | Chelsea                      | Nottingham Forest       | Cho mượn      |
| 8 tháng 1 năm 2015   | Michael Keane          | Manchester United            | Burnley                 | Không tiết lộ |
| 8 tháng 1 năm 2015   | Matt Macey             | Arsenal                      | Accrington Stanley      | Cho mượn      |
| 8 tháng 1 năm 2015   | John Marquis           | Millwall                     | Gillingham              | Cho mượn      |
| 8 tháng 1 năm 2015   | Josh Morris            | Blackburn Rovers             | Fleetwood Town          | Cho mượn      |
| 8 tháng 1 năm 2015   | Jacob Murphy           | Norwich City                 | Scunthorpe United       | Cho mượn      |
| 8 tháng 1 năm 2015   | Adedeji Oshilaja       | Cardiff City                 | AFC Wimbledon           | Cho mượn      |
| 8 tháng 1 năm 2015   | Ben Pearson            | Manchester United            | Barnsley                | Cho mượn      |
| 8 tháng 1 năm 2015   | Liam Ridgewell         | Portland Timbers             | Wigan Athletic          | Cho mượn      |
| 8 tháng 1 năm 2015   | Jon Stead              | Huddersfield Town            | Bradford City           | Cho mượn      |
| 8 tháng 1 năm 2015   | Etien Velikonja        | Cardiff City                 | Lierse                  | Cho mượn      |
| 8 tháng 1 năm 2015   | George Waring          | Stoke City                   | Barnsley                | Cho mượn      |
| 9 tháng 1 năm 2015   | David Ferguson         | Sunderland                   | Blackpool               | Không tiết lộ |
| 9 tháng 1 năm 2015   | Adam Hammill           | Huddersfield Town            | Rotherham United        | Cho mượn      |
| 9 tháng 1 năm 2015   | Alex Henshall          | Ipswich Town                 | Blackpool               | Cho mượn      |
| 9 tháng 1 năm 2015   | Tomáš Kalas            | Chelsea                      | Middlesbrough           | Cho mượn      |
| 9 tháng 1 năm 2015   | Miguel Layún           | Granada                      | Watford                 | Không tiết lộ |
| 9 tháng 1 năm 2015   | John Lundstram         | Everton                      | Leyton Orient           | Cho mượn      |
| 9 tháng 1 năm 2015   | Stefan Maierhofer      | Tự do                        | Millwall                | Miễn phí      |
| 9 tháng 1 năm 2015   | Connor Oliver          | Sunderland                   | Blackpool               | Không tiết lộ |
| 9 tháng 1 năm 2015   | Alex Revell            | Rotherham United             | Cardiff City            | Không tiết lộ |
| 9 tháng 1 năm 2015   | Alefe Santos           | Derby County                 | Notts County            | Cho mượn      |
| 9 tháng 1 năm 2015   | Saër Sène              | Tự do                        | Blackpool               | Miễn phí      |
| 9 tháng 1 năm 2015   | Adam Smith             | Leicester City               | Mansfield Town          | Cho mượn      |
| 9 tháng 1 năm 2015   | Marcello Trotta        | Fulham                       | Avellino                | Không tiết lộ |
| 9 tháng 1 năm 2015   | Danny Ward             | Huddersfield Town            | Rotherham United        | Cho mượn      |
| 10 tháng 1 năm 2015  | Gary Gardner           | Aston Villa                  | Nottingham Forest       | Cho mượn      |
| 10 tháng 1 năm 2015  | Joe Pigott             | Charlton Athletic            | Southend United         | Cho mượn      |
| 10 tháng 1 năm 2015  | Courtney Senior        | Brentford                    | Wycombe Wanderers       | Cho mượn      |
| 10 tháng 1 năm 2015  | Alex Wynter            | Crystal Palace               | Colchester United       | Không tiết lộ |
| 10 tháng 1 năm 2015  | Matt Young             | Sheffield Wednesday          | Carlisle United         | Cho mượn      |
| 12 tháng 1 năm 2015  | Shaun Cummings         | Reading                      | Millwall                | Không tiết lộ |
| 12 tháng 1 năm 2015  | Sam Johnstone          | Manchester United            | Preston North End       | Cho mượn      |
| 12 tháng 1 năm 2015  | Matija Nastasić        | Manchester City              | Schalke 04              | Cho mượn      |
| 12 tháng 1 năm 2015  | Isak Ssewankambo       | Tự do                        | Derby County            | Miễn phí      |
| 12 tháng 1 năm 2015  | Kwame Thomas           | Derby County                 | Notts County            | Cho mượn      |
| 12 tháng 1 năm 2015  | Danny Ward             | Huddersfield Town            | Rotherham United        | Không tiết lộ |
| 13 tháng 1 năm 2015  | Oussama Assaidi        | Liverpool                    | Al Ahli Club            | Không tiết lộ |
| 13 tháng 1 năm 2015  | Carles Gil             | Valencia                     | Aston Villa             | £3.2m         |
| 13 tháng 1 năm 2015  | Cameron McGeehan       | Norwich City                 | Cambridge United        | Cho mượn      |
| 13 tháng 1 năm 2015  | Yaya Sanogo            | Arsenal                      | Crystal Palace          | Cho mượn      |
| 13 tháng 1 năm 2015  | Björn Sigurðarson      | Wolverhampton Wanderers      | Copenhagen              | Cho mượn      |
| 14 tháng 1 năm 2015  | Benik Afobe            | Arsenal                      | Wolverhampton Wanderers | Không tiết lộ |
| 14 tháng 1 năm 2015  | Wilfried Bony          | Swansea City                 | Manchester City         | £28m          |
| 14 tháng 1 năm 2015  | Jamar Loza             | Norwich City                 | Yeovil Town             | Cho mượn      |
| 14 tháng 1 năm 2015  | Joe Riley              | Bolton Wanderers             | Bury                    | Miễn phí      |
| 15 tháng 1 năm 2015  | Cameron Burgess        | Fulham                       | Ross County             | Cho mượn      |
| 15 tháng 1 năm 2015  | Jake Cassidy           | Wolverhampton Wanderers      | Southend United         | Cho mượn      |
| 15 tháng 1 năm 2015  | Javi Guerra            | Cardiff City                 | Málaga                  | Cho mượn      |
| 15 tháng 1 năm 2015  | Scott Loach            | Rotherham United             | Peterborough United     | Cho mượn      |
| 15 tháng 1 năm 2015  | Liam McAlinden         | Wolverhampton Wanderers      | Fleetwood Town          | Cho mượn      |
| 15 tháng 1 năm 2015  | Paul McCallum          | West Ham United              | Portsmouth              | Cho mượn      |
| 15 tháng 1 năm 2015  | Conor Sammon           | Derby County                 | Rotherham United        | Cho mượn      |
| 15 tháng 1 năm 2015  | George Saville         | Wolverhampton Wanderers      | Bristol City            | Cho mượn      |
| 15 tháng 1 năm 2015  | James Tavernier        | Wigan Athletic               | Bristol City            | Cho mượn      |
| 15 tháng 1 năm 2015  | Stephen Warnock        | Leeds United                 | Derby County            | Không tiết lộ |
| 15 tháng 1 năm 2015  | Anthony Wordsworth     | Ipswich Town                 | Crawley Town            | Cho mượn      |
| 16 tháng 1 năm 2015  | Raúl Albentosa         | Eibar                        | Derby County            | Không tiết lộ |
| 16 tháng 1 năm 2015  | Jozy Altidore          | Sunderland                   | Toronto FC              | Không tiết lộ |
| 16 tháng 1 năm 2015  | Jonson Clarke-Harris   | Rotherham United             | Milton Keynes Dons      | Cho mượn      |
| 16 tháng 1 năm 2015  | Jermain Defoe          | Toronto FC                   | Sunderland              | Không tiết lộ |
| 16 tháng 1 năm 2015  | Diego Fabbrini         | Watford                      | Millwall                | Cho mượn      |
| 16 tháng 1 năm 2015  | Zeki Fryers            | Crystal Palace               | Rotherham United        | Cho mượn      |
| 16 tháng 1 năm 2015  | Bradley Garmston       | West Bromwich Albion         | Gillingham              | Cho mượn      |
| 16 tháng 1 năm 2015  | Jake Gray              | Crystal Palace               | Cheltenham Town         | Cho mượn      |
| 16 tháng 1 năm 2015  | Ryan Hedges            | Swansea City                 | Leyton Orient           | Cho mượn      |
| 16 tháng 1 năm 2015  | Andrej Kramarić        | Rijeka                       | Leicester City          | £9m           |
| 16 tháng 1 năm 2015  | Olly Lee               | Birmingham City              | Plymouth Argyle         | Cho mượn      |
| 16 tháng 1 năm 2015  | Lewis Price            | Crystal Palace               | Crawley Town            | Cho mượn      |
| 16 tháng 1 năm 2015  | Freddie Sears          | Colchester United            | Ipswich Town            | Không tiết lộ |
| 17 tháng 1 năm 2015  | Connor Randall         | Liverpool                    | Shrewsbury Town         | Cho mượn      |
| 17 tháng 1 năm 2015  | Liam Shephard          | Swansea City                 | Yeovil Town             | Cho mượn      |
| 17 tháng 1 năm 2015  | Suso                   | Liverpool                    | Milan                   | Không tiết lộ |
| 19 tháng 1 năm 2015  | Lloyd Dyer             | Watford                      | Birmingham City         | Cho mượn      |
| 19 tháng 1 năm 2015  | Medo                   | Bolton Wanderers             | Maccabi Haifa           | Cho mượn      |
| 19 tháng 1 năm 2015  | Montell Moore          | Brentford                    | Midtjylland             | Cho mượn      |
| 19 tháng 1 năm 2015  | Hayden White           | Bolton Wanderers             | Notts County            | Cho mượn      |
| 20 tháng 1 năm 2015  | Leon Best              | Blackburn Rovers             | Brighton & Hove Albion  | Cho mượn      |
| 20 tháng 1 năm 2015  | Paddy Kenny            | Tự do                        | Ipswich Town            | Miễn phí      |
| 20 tháng 1 năm 2015  | Chris Long             | Everton                      | Brenford                | Cho mượn      |
| 20 tháng 1 năm 2015  | Jack Marriott          | Ipswich Town                 | Colchester United       | Cho mượn      |
| 20 tháng 1 năm 2015  | Miloš Veljković        | Tottenham Hotspur            | Charlton Athleltic      | Cho mượn      |
| 21 tháng 1 năm 2015  | Krystian Bielik        | Legia Warsaw                 | Arsenal                 | £2.4m         |
| 21 tháng 1 năm 2015  | David Edgar            | Birmingham City              | Huddersfield Town       | Cho mượn      |
| 22 tháng 1 năm 2015  | Dominic Ball           | Tottenham Hotspur            | Cambridge United        | Cho mượn      |
| 22 tháng 1 năm 2015  | Matthew Briggs         | Millwall                     | Colchester United       | Cho mượn      |
| 22 tháng 1 năm 2015  | Nathaniel Chalobah     | Chelsea                      | Reading                 | Cho mượn      |
| 22 tháng 1 năm 2015  | Devante Cole           | Manchester City              | Milton Keynes Dons      | Cho mượn      |
| 22 tháng 1 năm 2015  | Luke Daniels           | West Bromwich Albion         | Scunthorpe United       | Không tiết lộ |
| 22 tháng 1 năm 2015  | Neal Eardley           | Birmingham City              | Leyton Orient           | Cho mượn      |
| 22 tháng 1 năm 2015  | Andy Halliday          | Middlesbrough                | Bradford City           | Miễn phí      |
| 22 tháng 1 năm 2015  | Will Keane             | Manchester United            | Sheffield Wednesday     | Cho mượn      |
| 22 tháng 1 năm 2015  | Niall Maher            | Bolton Wanderers             | Blackpool               | Cho mượn      |
| 22 tháng 1 năm 2015  | Jacob Mellis           | Blackpool                    | Oldham Athletic         | Cho mượn      |
| 22 tháng 1 năm 2015  | Kyle Naughton          | Tottenham Hotspur            | Swansea City            | £5m           |
| 22 tháng 1 năm 2015  | Craig Tanner           | Reading                      | AFC Wimbledon           | Cho mượn      |
| 22 tháng 1 năm 2015  | Jure Travner           | Baku                         | Reading                 | Miễn phí      |
| 23 tháng 1 năm 2015  | Sol Bamba              | Palermo                      | Leeds United            | Cho mượn      |
| 23 tháng 1 năm 2015  | Paul Coutts            | Derby County                 | Sheffield United        | Không tiết lộ |
| 23 tháng 1 năm 2015  | Scott Dutton           | Wolverhampton Wanderers      | Crawley Town            | Cho mượn      |
| 23 tháng 1 năm 2015  | Royston Drenthe        | Reading                      | Erciyesspor             | Không tiết lộ |
| 23 tháng 1 năm 2015  | Daniel Johnson         | Aston Villa                  | Preston North End       | Không tiết lộ |
| 23 tháng 1 năm 2015  | Beram Kayal            | Celtic                       | Brighton & Hove Albion  | Không tiết lộ |
| 23 tháng 1 năm 2015  | Vujadin Savić          | Tự do                        | Watford                 | Miễn phí      |
| 23 tháng 1 năm 2015  | Ben Watson             | Wigan Athletic               | Watford                 | Không tiết lộ |
| 23 tháng 1 năm 2015  | Charlie Wyke           | Middlesbrough                | Carlisle United         | Không tiết lộ |
| 24 tháng 1 năm 2015  | John Brayford          | Cardiff City                 | Sheffield United        | Không tiết lộ |
| 24 tháng 1 năm 2015  | Sean Maguire           | West Ham United              | Accrington Stanley      | Cho mượn      |
| 24 tháng 1 năm 2015  | Lee Peltier            | Huddersfield Town            | Cardiff City            | Không tiết lộ |
| 24 tháng 1 năm 2015  | Jazz Richards          | Swansea City                 | Fulham                  | Cho mượn      |
| 25 tháng 1 năm 2015  | Shaun Maloney          | Wigan Athletic               | Chicago Fire            | Không tiết lộ |
| 26 tháng 1 năm 2015  | Chris Herd             | Aston Villa                  | Wigan Athletic          | Cho mượn      |
| 26 tháng 1 năm 2015  | Jos Hooiveld           | Southampton                  | Millwall                | Cho mượn      |
| 26 tháng 1 năm 2015  | Adam Le Fondre         | Cardiff City                 | Bolton Wanderers        | Cho mượn      |
| 26 tháng 1 năm 2015  | Martin Paterson        | Huddersfield Town            | Orlando City            | Cho mượn      |
| 26 tháng 1 năm 2015  | Granddi Ngoyi          | Palermo                      | Leeds United            | Cho mượn      |
| 27 tháng 1 năm 2015  | Joel Campbell          | Arsenal                      | Villarreal              | Cho mượn      |
| 27 tháng 1 năm 2015  | Samuel Eto'o           | Everton                      | Sampdoria               | Không tiết lộ |
| 27 tháng 1 năm 2015  | Rochinha               | Benfica                      | Bolton Wanderers        | Cho mượn      |
| 27 tháng 1 năm 2015  | Joe Rothwell           | Manchester United            | Blackpool               | Cho mượn      |
| 27 tháng 1 năm 2015  | Mapou Yanga-Mbiwa      | Newcastle United             | Roma                    | £5.5m         |
| 28 tháng 1 năm 2015  | Adam Forshaw           | Wigan Athletic               | Middlesbrough           | Không tiết lộ |
| 28 tháng 1 năm 2015  | Jamie Harney           | West Ham United              | Colchester United       | Miễn phí      |
| 28 tháng 1 năm 2015  | Uche Ikpeazu           | Watford                      | Doncaster Rovers        | Cho mượn      |
| 28 tháng 1 năm 2015  | Mikael Mandron         | Sunderland                   | Shrewsbury Town         | Cho mượn      |
| 28 tháng 1 năm 2015  | Callum McManaman       | Wigan Athletic               | West Bromwich Albion    | £4.75m        |
| 28 tháng 1 năm 2015  | Stuart O'Keefe         | Crystal Palace               | Cardiff City            | Không tiết lộ |
| 28 tháng 1 năm 2015  | Gabriel Paulista       | Villarreal                   | Arsenal                 | £11.2m        |
| 29 tháng 1 năm 2015  | Shola Ameobi           | Tự do                        | Crystal Palace          | Miễn phí      |
| 29 tháng 1 năm 2015  | Richard Brindley       | Rotherham United             | Oxford United           | Cho mượn      |
| 29 tháng 1 năm 2015  | Christophe Lepoint     | Gent                         | Charlton Athletic       | Không tiết lộ |
| 29 tháng 1 năm 2015  | Jordon Mutch           | Queens Park Rangers          | Crystal Palace          | Không tiết lộ |
| 29 tháng 1 năm 2015  | Josh Passley           | Fulham                       | Portsmouth              | Cho mượn      |
| 29 tháng 1 năm 2015  | Dominic Samuel         | Reading                      | Coventry City           | Cho mượn      |
| 29 tháng 1 năm 2015  | Kaiyne Woolery         | Bolton Wanderers             | Notts County            | Cho mượn      |
| 30 tháng 1 năm 2015  | Ben Amos               | Manchester United            | Bolton Wanderers        | Cho mượn      |
| 30 tháng 1 năm 2015  | Adrián Colunga         | Brighton & Hove Albion       | Granada                 | Cho mượn      |
| 30 tháng 1 năm 2015  | Jack Cork              | Southampton                  | Swansea City            | Không tiết lộ |
| 30 tháng 1 năm 2015  | Sadiq El Fitouri       | Salford City                 | Manchester United       | Không tiết lộ |
| 30 tháng 1 năm 2015  | George Evans           | Manchester City              | Scunthorpe United       | Cho mượn      |
| 30 tháng 1 năm 2015  | Jack Hunt              | Crystal Palace               | Rotherham United        | Cho mượn      |
| 30 tháng 1 năm 2015  | Jake Kean              | Blackburn Rovers             | Oldham Athletic         | Cho mượn      |
| 30 tháng 1 năm 2015  | Louis Laing            | Nottingham Forest            | Motherwell              | Cho mượn      |
| 30 tháng 1 năm 2015  | Kenny McEvoy           | Tottenham Hotspur            | Colchester United       | Cho mượn      |
| 30 tháng 1 năm 2015  | Billy Mckay            | Inverness Caledonian Thistle | Wigan Athletic          | Không tiết lộ |
| 30 tháng 1 năm 2015  | Tom Naylor             | Derby County                 | Burton Albion           | Cho mượn      |
| 30 tháng 1 năm 2015  | Jason Pearce           | Leeds United                 | Wigan Athletic          | Không tiết lộ |
| 30 tháng 1 năm 2015  | Scott Sinclair         | Manchester City              | Aston Villa             | Cho mượn      |
| 30 tháng 1 năm 2015  | Pape Souaré            | Lille                        | Crystal Palace          | Không tiết lộ |
| 30 tháng 1 năm 2015  | Jay Spearing           | Bolton Wanderers             | Blackburn Rovers        | Cho mượn      |
| 30 tháng 1 năm 2015  | George Țucudean        | Charlton Athletic            | Steaua București        | Cho mượn      |
| 31 tháng 1 năm 2015  | Tom Aldred             | Accrington Stanley           | Blackpool               | Cho mượn      |
| 31 tháng 1 năm 2015  | Ryan Hall              | Rotherham United             | Luton Town              | Miễn phí      |
| 2 tháng 2 năm 2015   | Tom Aldred             | Accrington Stanley           | Blackpool               | Không tiết lộ |
| 2 tháng 2 năm 2015   | Dele Alli              | Milton Keynes Dons           | Tottenham Hotspur       | £5m           |
| 2 tháng 2 năm 2015   | Dele Alli              | Tottenham Hotspur            | Milton Keynes Dons      | Cho mượn      |
| 2 tháng 2 năm 2015   | Keshi Anderson         | Barton Rovers                | Crystal Palace          | Không tiết lộ |
| 2 tháng 2 năm 2015   | Bruno Andrade          | Queens Park Rangers          | Stevenage               | Cho mượn      |
| 2 tháng 2 năm 2015   | Tony Andreu            | Hamilton Academical          | Norwich City            | Không tiết lộ |
| 2 tháng 2 năm 2015   | Keith Andrews          | Bolton Wanderers             | Milton Keynes Dons      | Cho mượn      |
| 2 tháng 2 năm 2015   | Jordan Archer          | Tottenham Hotspur            | Millwall                | Cho mượn      |
| 2 tháng 2 năm 2015   | Barry Bannan           | Crystal Palace               | Bolton Wanderers        | Cho mượn      |
| 2 tháng 2 năm 2015   | Ryan Bertrand          | Chelsea                      | Southampton             | Không tiết lộ |
| 2 tháng 2 năm 2015   | Gaël Bigirimana        | Newcastle United             | Rangers                 | Cho mượn      |
| 2 tháng 2 năm 2015   | Gaëtan Bong            | Tự do                        | Wigan Athletic          | Miễn phí      |
| 2 tháng 2 năm 2015   | Andreas Breimyr        | Bryne                        | Crystal Palace          | Không tiết lộ |
| 2 tháng 2 năm 2015   | Andreas Breimyr        | Crystal Palace               | Bryne                   | Cho mượn      |
| 2 tháng 2 năm 2015   | Sergiu Buș             | CSKA Sofia                   | Sheffield Wednesday     | Không tiết lộ |
| 2 tháng 2 năm 2015   | Iván Calero            | Derby County                 | Burton Albion           | Cho mượn      |
| 2 tháng 2 năm 2015   | Edgar Çani             | Catania                      | Leeds United            | Cho mượn      |
| 2 tháng 2 năm 2015   | Daniel Carr            | Huddersfield Town            | Dagenham & Redbridge    | Cho mượn      |
| 2 tháng 2 năm 2015   | Ashley Carter          | Wolverhampton Wanderers      | Chesterfield            | Cho mượn      |
| 2 tháng 2 năm 2015   | Leon Clarke            | Wolverhampton Wanderers      | Wigan Athletic          | Cho mượn      |
| 2 tháng 2 năm 2015   | Alex Cisak             | Burnley                      | Leyton Orient           | Cho mượn      |
| 2 tháng 2 năm 2015   | Juan Cuadrado          | Fiorentina                   | Chelsea                 | £23.3m        |
| 2 tháng 2 năm 2015   | Chris David            | Fulham                       | Twente                  | Cho mượn      |
| 2 tháng 2 năm 2015   | Andy Delort            | Wigan Athletic               | Tours                   | Cho mượn      |
| 2 tháng 2 năm 2015   | Emmanuel Dieseruvwe    | Sheffield Wednesday          | Chesterfield            | Không tiết lộ |
| 2 tháng 2 năm 2015   | Eoin Doyle             | Chesterfield                 | Cardiff City            | Không tiết lộ |
| 2 tháng 2 năm 2015   | Mark Duffy             | Birmingham City              | Chesterfield            | Cho mượn      |
| 2 tháng 2 năm 2015   | Filip Đuričić          | Benfica                      | Southampton             | Cho mượn      |
| 2 tháng 2 năm 2015   | Thomas Eisfeld         | Fulham                       | Bochum                  | Cho mượn      |
| 2 tháng 2 năm 2015   | Shane Ferguson         | Newcastle United             | Rangers                 | Cho mượn      |
| 2 tháng 2 năm 2015   | Darren Fletcher        | Manchester United            | West Bromwich Albion    | Miễn phí      |
| 2 tháng 2 năm 2015   | Scott Harrison         | Sunderland                   | Hartlepool United       | Không tiết lộ |
| 2 tháng 2 năm 2015   | Jordi Hiwula           | Manchester City              | Walsall                 | Cho mượn      |
| 2 tháng 2 năm 2015   | Robert Huth            | Stoke City                   | Leicester City          | Cho mượn      |
| 2 tháng 2 năm 2015   | Tom Ince               | Hull City                    | Derby County            | Cho mượn      |
| 2 tháng 2 năm 2015   | Saidy Janko            | Manchester United            | Bolton Wanderers        | Cho mượn      |
| 2 tháng 2 năm 2015   | Danny Johnson          | Cardiff City                 | Stevenage               | Cho mượn      |
| 2 tháng 2 năm 2015   | Denny Johnstone        | Birmingham City              | Cheltenham Town         | Cho mượn      |
| 2 tháng 2 năm 2015   | Andy Kellett           | Bolton Wanderers             | Manchester United       | Cho mượn      |
| 2 tháng 2 năm 2015   | Matthew Kennedy        | Everton                      | Cardiff City            | Không tiết lộ |
| 2 tháng 2 năm 2015   | Kyle Lafferty          | Norwich City                 | Çaykur Rizespor         | Cho mượn      |
| 2 tháng 2 năm 2015   | Caolan Lavery          | Sheffield Wednesday          | Chesterfield            | Cho mượn      |
| 2 tháng 2 năm 2015   | Lee Chung-yong         | Bolton Wanderers             | Crystal Palace          | Không tiết lộ |
| 2 tháng 2 năm 2015   | Aaron Lennon           | Tottenham Hotspur            | Everton                 | Cho mượn      |
| 2 tháng 2 năm 2015   | Jesse Lingard          | Manchester United            | Derby County            | Cho mượn      |
| 2 tháng 2 năm 2015   | Greg Luer              | Hull City                    | Port Vale               | Cho mượn      |
| 2 tháng 2 năm 2015   | Gary MacKenzie         | Blackpool                    | Bradford City           | Cho mượn      |
| 2 tháng 2 năm 2015   | Charis Mavrias         | Sunderland                   | Panathinaikos           | Cho mượn      |
| 2 tháng 2 năm 2015   | Kevin Mbabu            | Newcastle United             | Rangers                 | Cho mượn      |
| 2 tháng 2 năm 2015   | Ishmael Miller         | Blackpool                    | Huddersfield Town       | Không tiết lộ |
| 2 tháng 2 năm 2015   | Conor McAleny          | Everton                      | Cardiff City            | Cho mượn      |
| 2 tháng 2 năm 2015   | Lewis McGugan          | Watford                      | Sheffield Wednesday     | Cho mượn      |
| 2 tháng 2 năm 2015   | Filipe Melo            | Moreirense                   | Sheffield Wednesday     | Không tiết lộ |
| 2 tháng 2 năm 2015   | Dame N'Doye            | Lokomotiv Moscow             | Hull City               | Không tiết lộ |
| 2 tháng 2 năm 2015   | Jack O'Connell         | Blackburn Rovers             | Brentford               | Không tiết lộ |
| 2 tháng 2 năm 2015   | Anthony O'Connor       | Blackburn Rovers             | Plymouth Argyle         | Không tiết lộ |
| 2 tháng 2 năm 2015   | Nathan Oduwa           | Tottenham Hotspur            | Luton Town              | Cho mượn      |
| 2 tháng 2 năm 2015   | Sheyi Ojo              | Liverpool                    | Wigan Athletic          | Cho mượn      |
| 2 tháng 2 năm 2015   | Tommy O'Sullivan       | Cardiff City                 | Port Vale               | Cho mượn      |
| 2 tháng 2 năm 2015   | Ben Priest             | Wolverhampton Wanderers      | Dundee                  | Miễn phí      |
| 2 tháng 2 năm 2015   | Callum Robinson        | Aston Villa                  | Preston North End       | Cho mượn      |
| 2 tháng 2 năm 2015   | Mohamed Salah          | Chelsea                      | Fiorentina              | Cho mượn      |
| 2 tháng 2 năm 2015   | Davide Santon          | Newcastle United             | Internazionale          | Cho mượn      |
| 2 tháng 2 năm 2015   | André Schürrle         | Chelsea                      | Wolfsburg               | £22m          |
| 2 tháng 2 năm 2015   | Simeon Slavchev        | Sporting CP                  | Bolton Wanderers        | Cho mượn      |
| 2 tháng 2 năm 2015   | Emmanuel Sonupe        | Tottenham Hotspur            | St Mirren               | Cho mượn      |
| 2 tháng 2 năm 2015   | Remie Streete          | Newcastle United             | Rangers                 | Cho mượn      |
| 2 tháng 2 năm 2015   | Michael Tonge          | Leeds United                 | Millwall                | Cho mượn      |
| 2 tháng 2 năm 2015   | Filip Twardzik         | Celtic                       | Bolton Wanderers        | Không tiết lộ |
| 2 tháng 2 năm 2015   | Marnick Vermijl        | Manchester United            | Sheffield Wednesday     | Không tiết lộ |
| 2 tháng 2 năm 2015   | Haris Vučkić           | Newcastle United             | Rangers                 | Cho mượn      |
| 2 tháng 2 năm 2015   | Conor Wilkinson        | Bolton Wanderers             | Oldham Athletic         | Cho mượn      |
| 2 tháng 2 năm 2015   | Luke Williams          | Middlesbrough                | Coventry City           | Cho mượn      |
| 2 tháng 2 năm 2015   | Yakubu                 | Tự do                        | Reading                 | Miễn phí      |
| 2 tháng 2 năm 2015   | Wilfried Zaha          | Manchester United            | Crystal Palace          | Không tiết lộ |